# Club Balonmano Atlético de Madrid
Il Club Balonmano Atletico de Madrid è stato un club spagnolo di pallamano, sezione della polisportiva Club Atlético de Madrid.

## Storia
Nel 1951 venne creata la sezione dedicata alla pallamano del club polisportivo Atlético. Negli anni la squadra sarà protagonista della storia della pallamano spagnola, vincendo 23 titoli nazionali. Nel 1992 l'allora presidente Jesús Gil decise di tagliare la sezione, che riuscì a continuare a giocare ancora per due anni con il nome di Atlético Madrid Alcobendas, prima di fallire definitivamente nel 1994.
Nel 2011 i Colchoneros ritornano nel mondo della pallamano andando a finanziare il BM Ciudad Real, che nel frattempo si era spostato da Ciudad Real a Madrid e aveva cambiato nome in BM Neptuno, cambiando la denominazione in Atlético Madrid. L'esperimento durò solo due anni, con la società che con diversi milioni di debiti fallì definitivamente nel 2013.

## Palmarès

### Titoli nazionali
- Campionato spagnolo: 11
  - 1951-52, 1953-54, 1961-62, 1962-63, 1963-64, 1964-65, 1978-79, 1980-81, 1982-83, 1983-84
  - 1984-85

- Coppa del Re: 12
  - 1961-62, 1962-63, 1965-66, 1966-67, 1967-68, 1977-78, 1978-79, 1980-81, 1981-82, 1986-87
  - 2011-12, 2012-13

- Supercoppa di Spagna: 3
  - 1986, 1988, 2012

### Titoli internazionali
- Super Globe: 1 
  - 2012

## Ex giocatori famosi
- Alberto Urdiales
- José Javier Hombrados
- Mateo Garralda
- Tomas Svensson
- Per Carlén
- Dragan Škrbić